# Neobolusia ciliata
Neobolusia ciliata är en orkidéart som beskrevs av Victor Samuel Summerhayes. Neobolusia ciliata ingår i släktet Neobolusia och familjen orkidéer. Inga underarter finns listade i Catalogue of Life.